# Буймир (село)
Буймир (до 1946 року — Буймер; у 1946—2021 роках — Крини́чки) — село в Україні, у Станишівській сільській громаді Житомирського району Житомирської області. Населення — 78 осіб (2009).

## Географія
Селом протікає річка Буймер (сучасна назва Рівець), що бере початок поблизу села Туровець та впадає в районі села Смолівка у ліву притоку Ів'янки.

## Історія
Поруч з селом знаходиться поселення ІІ-І тис. до н. е.
Наприкінці XIX ст. хутір Буймер увійшов до складу Андрушівського маєтку Ніколи Артемійовича Терещенка. Йому також належали лісопильний та смоляний заводи поблизу Буймера. Загалом малородючі піщані землі навколо хутора, на яких гарно проростали сосни, Терещенко використовував як лісову дачу, а лісоматеріали доставлялись у м. Житомир на продаж.
У 1906 році Буймер Левківської волості Житомирського повіту Волинської губернії. Відстань від повітового міста 22 верст, від волості 10. Дворів 15, мешканців 111.
В грудні 1917 року вийшла постанова місцевого виконкому про перехід земель хутора Буймера та лісопильного заводу Терещенка під своє розпорядження.
За даними 1923 року на хуторі проживало 204 жителя, загалом 32 двори.
З 1923 року Буймер відносився до Левківської сільради, з листопада 1828 — до Смолівської, а в серпні 1854 року до Харитонівської сільради. Від 2 вересня 1854 року село у складі Туровецької селищної ради.
Село постраждало внаслідок геноциду українського народу, проведеного урядом СРСР в 1932—1933 роках.
Указом Президії Верховної Ради УРСР від 7 червня 1946 року село Буймер перейменовано на Кринички.
Перейменоване на Буймир рішенням Житомирської обласної ради від 18 березня 2010 року № 1062 «Про внесення змін в адміністративно-територіальний устрій Житомирської області».
8 вересня 2010 року Житомирська обласна рада рішенням № 1202 скасувала перейменування села та повернула йому назву Кринички.
3 березня 2021 року Верховна Рада України прийняла постанову № 5080 про перейменування села на Буймир.
12 червня 2020 року, відповідно до розпорядження Кабінету Міністрів України № 711-р «Про визначення адміністративних центрів та затвердження територій територіальних громад Житомирської області» увійшло до складу Станишівської сільської територіальної громади.
19 липня 2020 року, в результаті адміністративно-територіальної реформи та ліквідації Житомирського району (1939—2020), село увійшло до складу новоутвореного Житомирського району.

## Населення
За даними перепису 2001 року населення села становило 78 осіб, з них 96,83 % зазначили рідною українську мову, 1,59 % — російську, а 1,58 % — білоруську.
|         | 1906 р. | 1923 р. | 2001 р. |
| ------- | ------- | ------- | ------- |
| Дворів  | 15      | 32      |         |
| Чоловік | 111     | 204     | 78      |